# Merlin (motor de coet)
El Merlin és un motor de coet dissenyat per SpaceX per als coets Falcon 1 i Falcon 9. El Merlin utilitza RP-1 i oxigen líquid com propel·lents en un cicle de gasogen. El motor Merlin està dissenyat per ser recuperat a la mar i posteriorment reutilitzat.
La tecnologia d'injector de pivot al cor del Merlin fou utilitzada per primer cop durant el Programa Apollo, en el motor d'allunatge del mòdul lunar, una de les parts més crítiques de la missió.